# جاك درني
جاك درني (بالإنجليزية: Jack Dorney)‏ هو لاعب كرة قدم بريطاني في مركز الوسط، ولد في 9 يناير 1990 في أشتون أندر لاين ‏ في المملكة المتحدة. لعب مع نادي بوري.

## وصلات خارجية
- جاك درني على موقع قاعدة بيانات كرة القدم.إي يو (الإنجليزية)
- جاك درني على موقع Soccerbase.com (لاعب) (الإنجليزية)